# Ana María Campos
Ana María Campos est l'une des six paroisses civiles de la municipalité de Miranda dans l'État de Zulia au Venezuela. Sa capitale est El Mecocal.